# Trio avec piano (Bernstein)

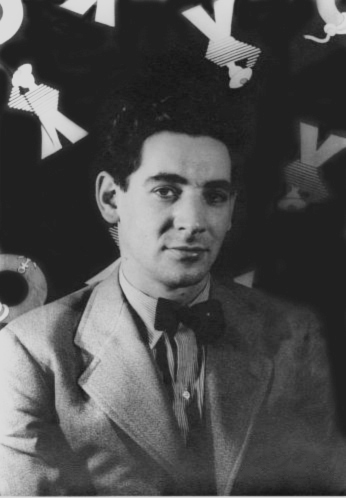
Leonard Bernstein en 1944.

Le Trio avec piano de Leonard Bernstein pour piano, violon, et violoncelle a été écrit en 1937 alors qu'il était étudiant de Walter Piston à l'Université Harvard. Il a été influencé par le chef Dmitri Mitropoulos. Plusieurs idées mélodiques ont été réutilisées dans des pièces ultérieures. Par exemple le thème ouvrant le second mouvement a été réutilisé plus tard par Bernstein dans sa première comédie musicale On the Town.

## Création
Le trio a été créé en 1937 à l'Université Harvard par le Madison Trio: Mildred Spiegel, Dorothy Rosenberg, Sarah Kruskall. Il a été publié par Boosey & Hawkes.

## Mouvements
Le trio possède trois mouvements:
- I. Adagio non troppo - Più mosso - Allegro vivace
- II. Tempo di marcia
- III. Largo - Allegro vivo et molto ritmico

## Récompenses
En 2000, le Trio Altenberg qui a enregistré ce trio, a obtenu le Prix Edison (en) à Amsterdam.